# Slavíkova vila (Brno)
Slavíkova vila, přesněji též vila či rodinný dům inženýra Antonína Slavíka, je honosný rodinný dům v Brně v části Žabovřesky na severním svahu Kraví hory. Vilu si v meziválečném období nechal vystavět dlouholetý ředitel brněnské pobočky Radiojournalu Antonín Slavík. Vznikla mezi lety 1930 a 1932 podle návrhu architekta Josefa Kranze. Sám investor v ní však žil jen do konce 30. let, kdy se zapojil do protinacistické odbojové činnosti, byl zatčen a v roce 1942 popraven. Funkcionalistická vila ovšem zůstala ve vlastnictví rodiny Slavíkovy a dochovala se víceméně v původním stavu. V roce 1988 bylo průčelí domu zapsáno na seznam nemovitých kulturních památek, po rozhodnutí soudu koncem roku 2020 však byla u „pozdě zapsaných“ památek ochrana zrušena.

## Historie

### Stavební vývoj čtvrti
Původně samostatná zeměpanská ves Žabovřesky v průběhu 19. století díky dynamickému růstu pohltila osadu Vinohrádky s osou podél novodobé Horovy ulice a dál se rozšiřovala směrem k Brnu. Do roku 1918 vyplnila celou délku veversko-brněnské cesty na žabovřeském katastru patrová rodinná a dělnická zástavba a na hranici území s brněnskou Velkou Novou Ulicí (později čtvrť Veveří) vznikla i zástavba městského charakteru. Od začátku 20. století se také začaly objevovat zárodky bohatých vilových čtvrtí: zcela nezávisle na rozvoji Žabovřesk vznikla na svazích Kraví hory Česká úřednická čtvrť vybíhající od náměstí Míru k okraji Wilsonova lesa. V roce 1919 byly Žabovřesky úředně připojeny k Velkému Brnu, a tak se otevřela cesta k dalšímu rozvoji území. V letech 1922–1923 byly vybudovány Kounicovy koleje, k nimž dosáhla od Minské ulice bloková zástavba, a ve stejné době se rozprostřela i vilová Česká úřednická čtvrť tak, že do roku 1939 organicky propojila Žabovřesky s Masarykovou čtvrtí.
Spolu s politickými změnami po první světové válce a osamostatnění Československa mělo na vývoj stavitelství v Brně vliv více faktorů, mezi nimiž byla urbanizace a rychlý přírůstek obyvatelstva v příměstských částech, vlastenecké úsilí vymanit se z nadvlády monumentální rakouské stavební kultury a architektonické tradice nedaleké Vídně, ale také nedostatek financí i odborných pracovních sil a přemrštěné ceny stavebního materiálu v důsledku živelné výstavby. Začaly se proto uplatňovat čisté a jednoduché výrazové prostředky a namísto přehnaných honosných staveb se začaly využívat střídmé konstrukce a dispozice. Mezi přední autory tohoto směřování patřili Jaroslav Grunt (1893–1988) a Bohuslav Fuchs (1895–1972). Sám Fuchs, působící do roku 1929 v pozici hlavního městského architekta, si nechal v letech 1927–1928 postavit podle vlastního návrhu dům s ateliérem poblíž Kounicových kolejí na nároží Hvězdárenské a Tůmovy ulice (Hvězdárenská byla tehdy ještě součásti ulice Zábranského).

### Autor a majitel

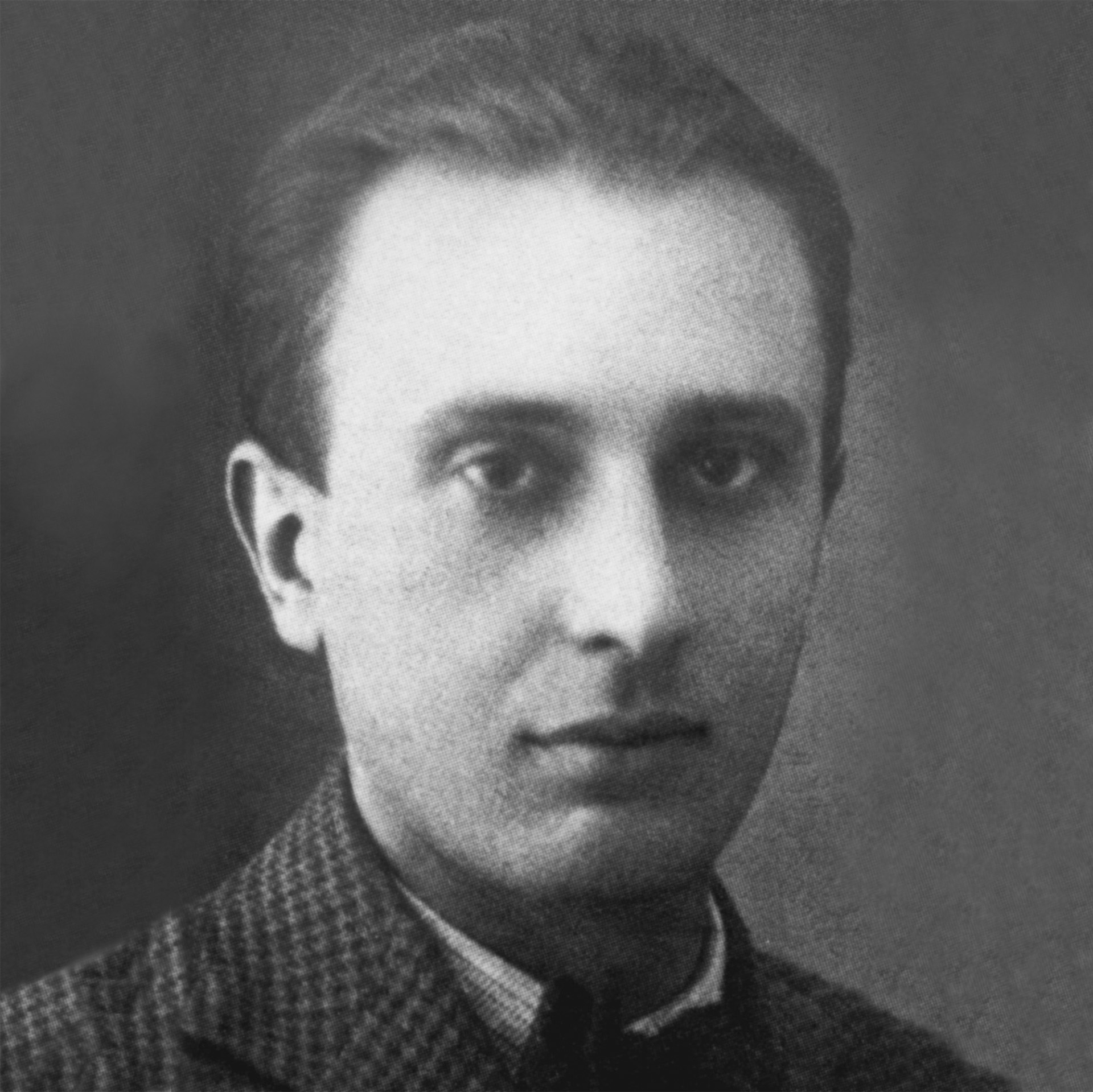
Architekt Josef Kranz

V letech 1928–1929, krátce po absolvování studia architektury a pozemního stavitelství na české technice (1919–1926), působil v ateliéru Bohuslava Fuchse také mladý architekt Josef Kranz (1901–1968), který s ním spolupracoval mimo jiné na projektu hotelu Avion (1926–1928). Kranzova vlastní raná díla náleží mezi nejkvalitnější funkcionalistické stavby v Brně, k těm realizovaným se řadí kavárna Era v Černých Polích (1927–1928) nebo kino Avia v Černovicích (1928–1929).
V roce 1930 Kranze oslovil Antonín Slavík (1893–1942) a požádal ho o návrh rodinného domu. Inženýr Slavík, pocházející z pražského Karlína, studoval elektrotechniku a stal se vojenským radiotelegrafistou, což ho v roce 1925 přivedlo do brněnské pobočky Radiojournalu, předchůdce brněnského rozhlasu. Zde se zprvu stal technickým vedoucím a v druhé polovině dvacátých let správcem a ředitelem pobočky, jímž zůstal do konce let třicátých. Slavík byl také cestovatel, polyglot a historik umění a během jeho působení pracovala v brněnském Radiojournalu řada zajímavých osobností. Podporoval experimenty mladých tvůrců, obohacoval programovou náplň kromě jiného o vysílání pro německou menšinu či vysílání v esperantu nebo první rozhlasový přenos z představení Osvobozeného divadla.

### Nové ulice

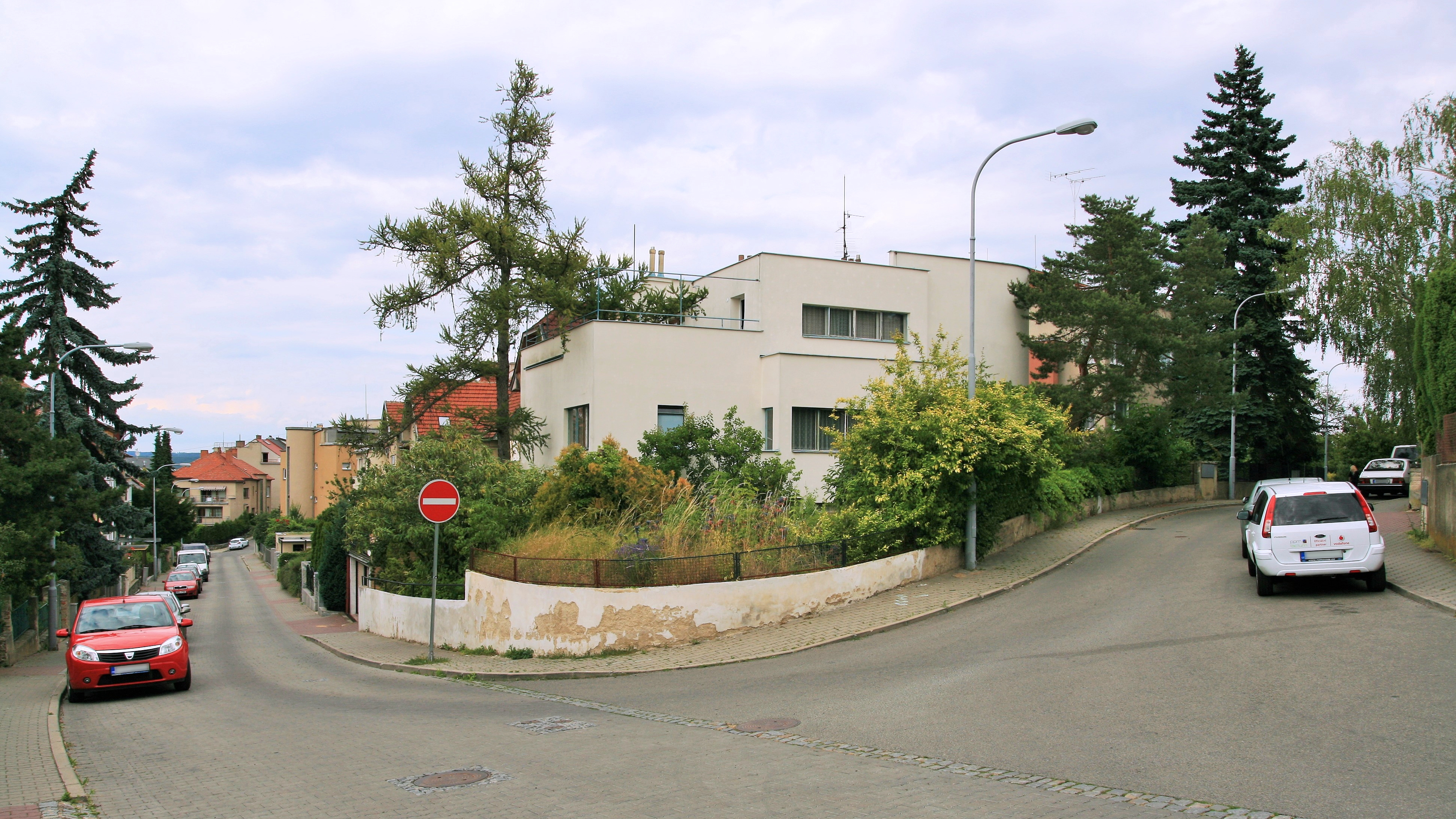
Křížení ulic Tůmova (vlevo) a Lužická (vpravo) s nárožní vilou Antonína Slavíka (rok 2014)

Tento rozhlasový ředitel pověřil Kranze projektem na brněnský Radiopalác. Nádavkem si pak u něj objednal vyprojektování a následně zajištění výstavby vlastního rodinného domu na pozemku u křížení ulic Tůmovy a Lužické. V obou případech se jednalo o nově budované ulice – Tůmova byla v dubnu 1927 pojmenována po moravském spisovateli a novináři Františku Sokolu Tůmovi a Lužická pak v květnu 1929 podle historického slovanského regionu Lužice. V Tůmově ulici kromě zmíněného vlastního domu Bohuslava Fuchse (který ovšem formálně náleží k ulici Hvězdárenské) rostly v té době další pozoruhodné obytné stavby:
- rodinný dům Marie a Anny Jelínkových č. 2261/36 (1928, Jaroslav Grunt)[19][20][21]
- rodinný dům ing. Josefa Peňáze č. 2250/19 (1928–1929, Václav Dvořák, Alois a Vilém Kubovi)[22][23]
- rodinný dům č. 2256/26 (1930–1931, Václav Dvořák, Alois a Vilém Kubovi)[24]
- rodinný dům č. 2236/3 (1932, Václav Dvořák, Alois a Vilém Kubovi)[25]
- řada domů č. 2242–2247/10–16 (1932, Vilém a Alois Kubovi)[26]

Projekční a stavitelská kancelář Václava Dvořáka a Aloise Kuby si lokalitu kolem Wilsonova lesa a Kraví hory obzvláště oblíbila, svými řadovými domy postupně „obsadila“ také okolní ulice Zábranského, Hvězdárenskou, Lužickou a Náhorní (tehdy Strmou).
Do této lokality tedy měl Josef Kranz v roce 1930 umístit dům pro Antonína Slavíka. Musel se při tom vyrovnat s ne zrovna ideálním svažitým pozemkem v ostrém souběhu ulic Tůmovy s Lužickou, čemuž podřídil celkové řešení.
Výstavba proběhla do roku 1932. Stavební práce provedla brněnská filiálka známé pražské firmy Václav Nekvasil, podnikatelství staveb. Vnitřní vybavení domu pak pocházelo povětšinou z produkce nábytkové firmy Standard, bytová společnost, kterou založil a vedl architekt Jan Vaněk v letech 1925–1933.

## Architektura

### Situace a konstrukce
Třípodlažní objekt se nachází ve svažitém terénu nárožní parcely na pozemku tvaru přibližně čtvrtvýseče se zaobleným ostrým úhlem, což předurčilo jeho celkové řešení a zasazení do prostoru. Relativně malá zastavitelná plocha vedla architekta Kranze k maximálnímu využití dispozičních propozic i k tvarovému pojetí stavby jako bohatě hmotově členité.
Konstrukce domu je tvořená železobetonovým skeletem, jehož sloupy jsou v hlavním uličním průčelí přiznaně viditelné. Konstrukce i výplně domu byly vertikálně i horizontálně obloženy dřevovláknitými deskami heraklitu (pro meziválečné období typickým materiálem), což přispělo ke snížení celkových nákladů stavby. Použití tohoto materiálu místo výplňového zdiva kromě nízké ceny umožnilo také rychlou výstavbu a v zimních měsících i dobrou tepelnou izolaci.

### Fasáda a vzhled

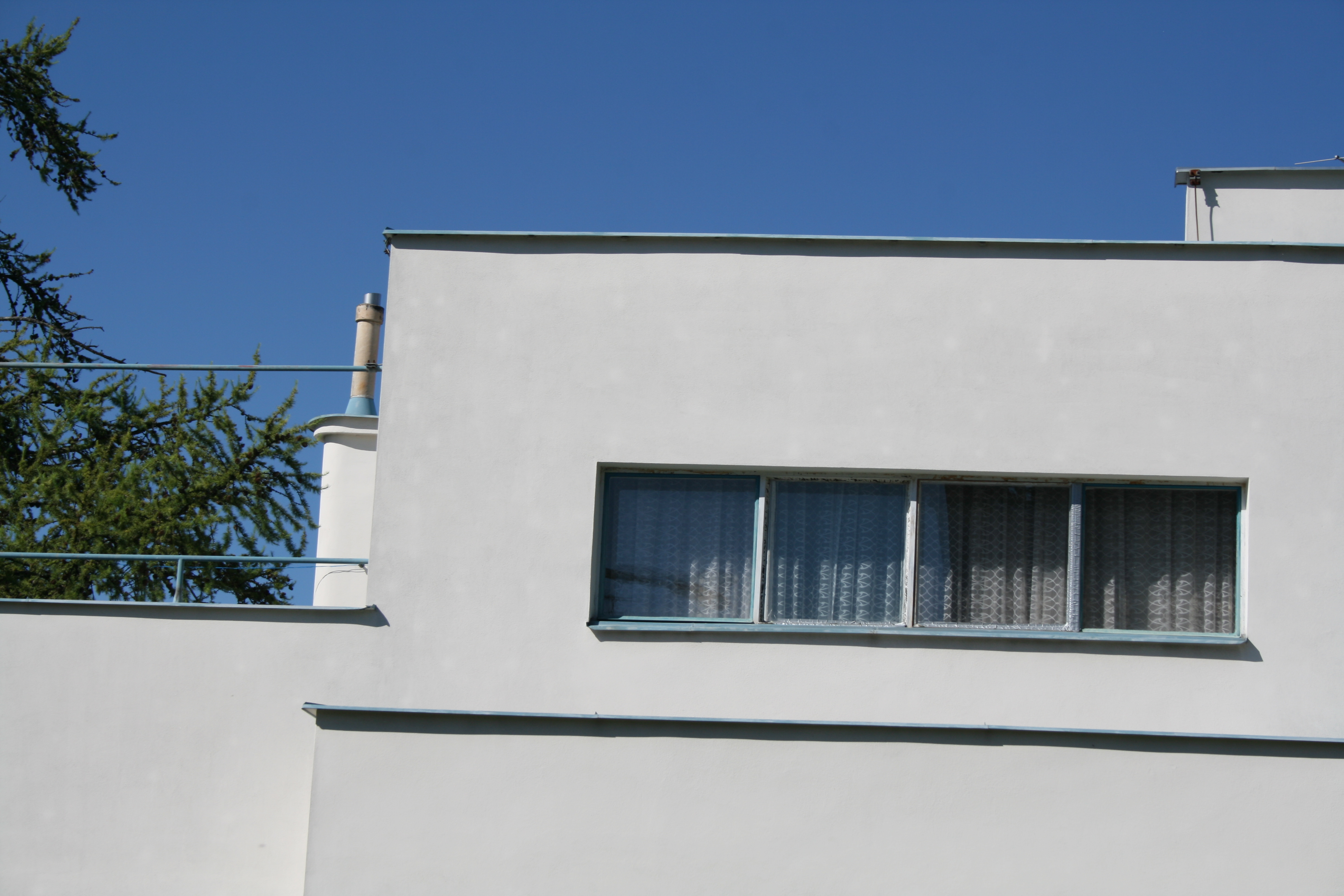
Detail řadových oken pracovny v patře s trubkovou konstrukcí závěsu na terase

Hlavní uliční průčelí je obráceno k západu do Tůmovy ulice. V něm je nad suterén předsazen přízemní kubus, nesený na třech tenkých válcových sloupech a na střeše završený prostornou terasou se sprchou a s plným parapetem. Zastínění terasy z jižní strany umožňovala subtilní trubková konstrukce s posuvným závěsem. Jižní nárožní průčelí domu je členěno hranolovým arkýřem, z nějž plynule vychází balkon sloužící zároveň k zastřešení bočního vstupu do domu v suterénu. Arkýř je osazen horizontálními pásovými okny v přízemí a obdobný pásový okenní otvor se nachází i v prvním patře nad arkýřem. Zde došlo k na svou dobu neobvyklému využití vegetace na střeše akrýře vytvářející jakýsi „krajinný útvar“ před tímto oknem. Východní průčelí směřující do Lužické ulice vyniká dominantní hmotou hladkého zaobleného nároží, které je završeno atikovou zídkou představující nejvyšší část objektu.
Velká pozornost byla věnována zahradním úpravám stavební parcely, které podtrhly dojem organického usazení domu ve svahu. Na členitost samotné stavby navazovaly svým estetickým účinkem terásky z neopracovaných kamenů a skalky s bujnou zelení. Výtvarný dojem pak umocňovala barevná kombinace, neboť dominantní bílou barvu fasády doplňoval modrošedý odstín na sloupech, zábradlích parapetech a ocelových okenních profilech. Na vile se objevují i typické detaily Kranzovy architektonické tvorby: vertikální pás sklobetonových tvárnic osvětlující schodiště či tenké profily oken.

### Dispozice
V částečně zapuštěném suterénu budovy se nacházel byt domovníka, prádelna a skladové zázemí, zároveň zde byly i oddělené vchody do domovníkova bytu a do hlavních obytných prostor v patře. Ve zvýšeném přízemí s bytem majitele byla umístěna vstupní hala a k jihu do arkýře vystupující obývací pokoj s jídelnou, do Tůmovy ulice orientovaná ložnice s oblékárnou a koupelnou a v zadní části do Lužické ulice dětský pokoj i prostorná kuchyně se spací kójí pro služebnou. V patře nad ložnicí je již zmíněná terasa, která náleží k dalším prostorám s pracovnou majitele, jež bylo možno po minimálních úpravách využívat i jako plně vybavenou samostatnou bytovou jednotku. Provozní místnosti v domě, kuchyně a koupelny byly zařízeny nejmodernějším vybavením.

## Další vývoj

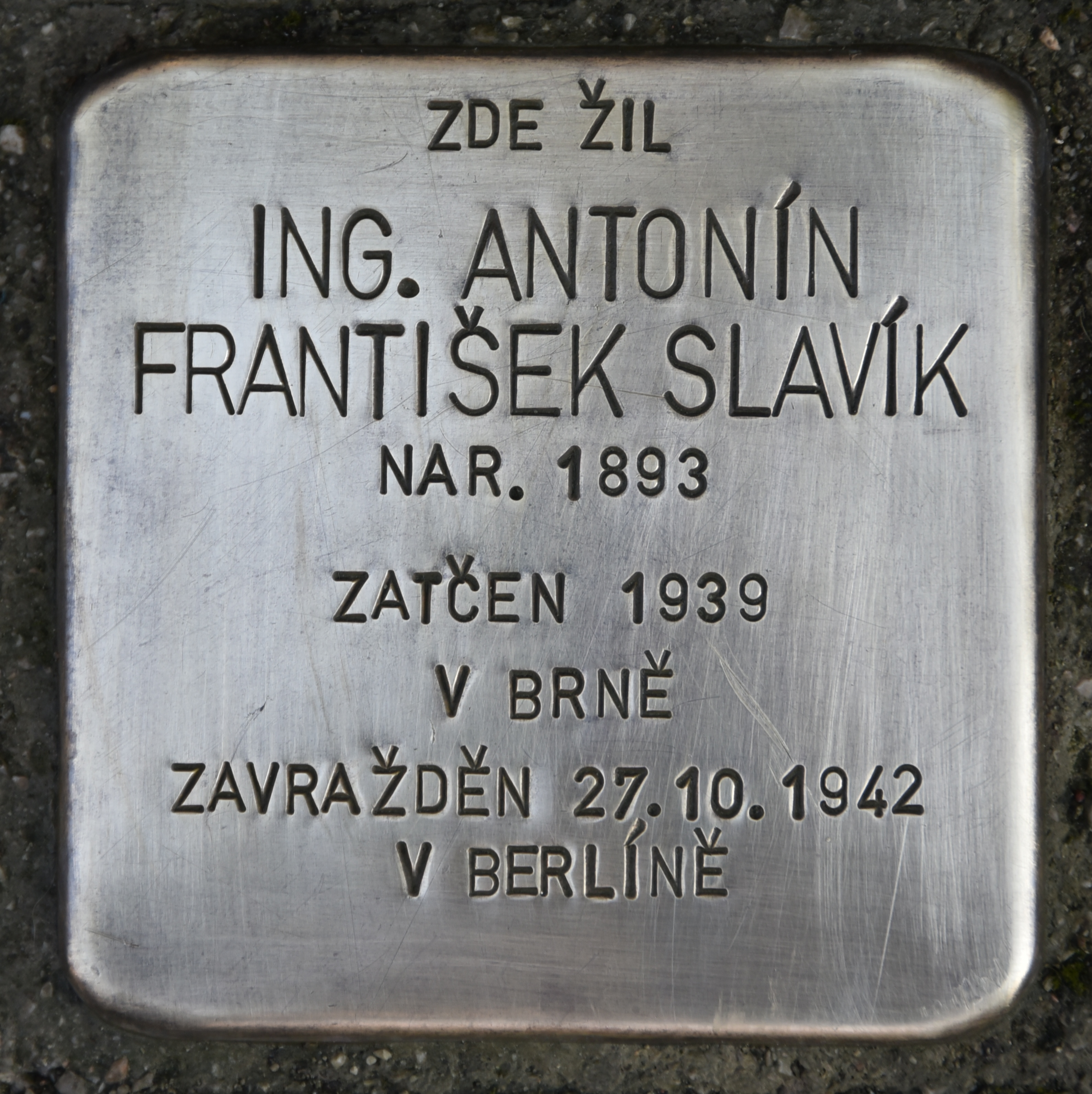
Kámen zmizelých před Slavíkovou vilou

Sám majitel vily Antonín Slavík ji obýval poměrně krátce, jen asi do konce 30. let. V průběhu nacistické okupace se totiž zapojil do činnosti odbojové organizace Obrana národa, která byla tvořena především příslušníky bývalé československé armády. Již v roce 1939 její činnost odhalilo gestapo, Slavík byl zatčen a vězněn postupně na Špilberku, v Kounicových kolejích a nakonec v Berlíně, kde byl v červnu 1942 odsouzen za přípravu velezrady a v říjnu téhož roku ve věznici Plötzensee popraven.
Vila však zůstala nadále ve vlastnictví rodiny Slavíkovy a dochovala se v podstatě v původním stavu. Výjimkou je novostavba samostatně stojící garáže před hlavním vstupem z Tůmovy ulice.
Rodinný dům, zejména se svým průčelím, byl patrně v lednu 1988 prohlášen za kulturní památku a evidován v Ústředním seznamu nemovitých kulturních památek pod rejstříkovým číslem 48456/7-7772. Památkový ústav jej tehdy zhodnotil jako „funkcionalistický rodinný dům výrazně rozčleněné hmoty a vynikajícího urbanistického zasazení do prostoru svažitého nároží“, současně však upozornil, že „fasáda nutně potřebuje opravu“. V prosinci 2020 ministerstvo kultury na základě rozhodnutí Nejvyššího správního soudu zrušilo u více než 1 400 dosud chráněných staveb v Brně památkovou ochranu z důvodu „pozdního zápisu“ do seznamu a mezi takto postiženými se ocitla i vila inženýra Slavíka. Na přelomu let 2022 a 2023 pak stanovilo alespoň plošnou památkovou ochranu vyhlášením městské památkové zóny Brno, která zahrnula také oblast Žabovřesk a s ní Slavíkovu vilu.
Dne 17. září 2014 byl na náměstí 28. října odhalen památník holokaustu a téhož dne bylo v různých ulicích města osazeno několik tzv. kamenů zmizelých (Stolpersteine) připomínajících židovské oběti druhé světové války. Mezi nimi též jeden kámen v Tůmově ulici před domem na paměť Antonína Slavíka.